# USWNT All-Time Best XI
La USWNT All-Time Best XI è una lista di calciatrici nominata dalla United States Soccer Federation nel dicembre 2013 considerate all'epoca le migliori in assoluto del calcio femminile statunitense. Una commissione formata da 56 ex calciatori, dirigenti e media, votarono per la creazione della lista. Undici calciatrici della Nazionale di calcio femminile degli Stati Uniti d'America furono scelte, con un risultato molto simile alla squadra che vinse il Campionato mondiale femminile di calcio 1999. Mia Hamm e Joy Fawcett furono le più votate mentre Alex Morgan, fu la più giovane all'età di 24 anni a entrare nella lista ricevendo 15 voti.
Tutte le calciatrici selezionate hanno vinto almeno un mondiale e un'olimpiade, ognuna ha giocato inoltre almeno 100 partite in nazionale A.

## Calciatrici selezionate
| Nome  | Nome della calciatrice                               |
| Ruolo | Ruolo principale della calciatrice                   |
| Voti  | Numero di voti ricevuti                              |
| *     | Indica le giocatrici che erano in attività all'epoca |
| †     | Eletta per la National Soccer Hall of Fame           |

| Nome              | Foto | Ruolo          | Voti |
| ----------------- | ---- | -------------- | ---- |
| Briana Scurry     |      | Portiere       | 31   |
| Brandi Chastain   |      | Difensore      | 31   |
| Joy Fawcett†      |      | Difensore      | 56   |
| Carla Overbeck†   |      | Difensore      | 49   |
| Christie Rampone* |      | Difensore      | 46   |
| Michelle Akers†   |      | Centrocampista | 55   |
| Julie Foudy†      |      | Centrocampista | 40   |
| Kristine Lilly†   |      | Centrocampista | 55   |
| Mia Hamm†         |      | Attaccante     | 56   |
| Alex Morgan*      |      | Attaccante     | 15   |
| Abby Wambach*     |      | Attaccante     | 52   |

### Briana Scurry
Portiere della nazionale con oltre 160 presenze. Ha vinto un mondiale e due olimpiadi.

### Brandi Chastain
Difensore della nazionale con quasi 200 partite. Ha vinto due mondiali e due olimpiadi.

### Joy Fawcett
Difensore della nazionale con oltre 200 partite. Ha vinto due mondiali e due olimpiadi.

### Carla Overbeck
Difensore della nazionale con oltre 160 partite. Ha vinto due mondiali e due olimpiadi.

### Christie Rampone
Difensore della nazionale con oltre 300 partite. Ha vinto due mondiali e tre olimpiadi.

### Michelle Akers
Centrocampista della nazionale con oltre 150 partite. Ha vinto due mondiali e un'olimpiade.

### Julie Foudy
Centrocampista della nazionale con oltre 270 partite. Ha vinto due mondiali e due olimpiadi.

### Kristine Lilly
Centrocampista della nazionale con 352 partite, numero record sia per il calcio maschile che femminile. Ha vinto due mondiali e due olimpiadi.

### Mia Hamm
Attaccante della nazionale con oltre 270 partite e 150 gol. Ha vinto due mondiali e due olimpiadi, a livello individuale ha vinto due FIFA World Player of the Year. Viene considerata da alcuni esperti del settore la migliore calciatrice di tutti i tempi ed è l'unica donna insieme a Michelle Akers ad essere stata inserita nel FIFA 100.

### Alex Morgan
Attaccante della nazionale con oltre 100 partite. Ha vinto un mondiale e un'olimpiade.

### Abby Wambach
Attaccante della nazionale con oltre 160 gol realizzati. Ha vinto un mondiale e due olimpiadi con gli Stati Uniti, a livello individuale ha vinto un FIFA World Player of the Year.